# Rudolf Benesh
Cet article possède un paronyme, voir Benes.
Rudolf Benesh est un mathématicien et danseur britannique né à Londres le 16 janvier 1916 et mort dans la même ville le 3 mai 1975.

## Biographie
Mathématicien de formation, il épouse Joan Rothwell (née à Liverpool le 24 mars 1920), danseuse au Sadler's Wells Theatre. Celle-ci l'incite à inventer un système de notation du mouvement, que le couple appellera Benesh Notation ou Choreology, et qui voit le jour en 1955. Le premier ouvrage exposant leur système paraît à Londres l'année suivante sous le titre An Introduction do Benesh Dance Notation et est dédié à Ninette de Valois.
Le système Benesh utilise des portées de cinq lignes, comme en musique, où chaque ligne désigne un niveau du corps du danseur. Sur ces lignes sont notés des symboles qui représentent les parties de ce corps.
De nos jours le système de notation Benesh est utilisé par des compagnies et chorégraphes prestigieux comme le Royal Ballet, John Neumeier, ou Angelin Preljocaj.